# 中国酒泉卫星发射中心
中国酒泉卫星发射中心，又称中国人民解放军第二十试验训练基地（中国人民解放军63600部队）、东风基地、东风航天城，位于甘肃省酒泉市金塔县航天镇与内蒙古自治区阿拉善盟额济纳旗巴音陶海苏木、东风镇、东风街道交界，海拔1000米，占地面积约2800平方公里，属于中国人民解放军军事航天部队，为中国的导弹与卫星发射基地之一。
中国酒泉卫星发射中心是中华人民共和国最早援助建造的运载火箭发射试验基地，1950年代通過蘇聯的專家合作建成。當時主要考慮的是这里深入內陸，可沿路使用天線追蹤飛行器，加上西北地勢平坦可以著陸，是測試及發射长征系列运载火箭、導彈、中低轨道的各种试验卫星、应用卫星和載人飛船的主要基地。60年代中蘇交惡後，蘇方單方面撤出援助，酒泉遂負責太空任務，中國因國防態勢改變，將軍事任務轉移，自行組建了兩個飛彈靶場——太原、西昌发射中心，這兩個皆派生自中国酒泉，後兩者也是中國首批自主建造的卫星发射中心。1992年，中国載人航天工程启动后，基地被选中建设中国唯一的载人航天发射场，兴建了一大批配套设施。神舟载人飞船、天宫一号、二号都是在酒泉卫星发射中心发射升空。2021年起，随着东风着陆场开始作为神舟飞船主着陆场使用，东风基地也开始负责神舟飞船返回舱的搜索回收工作。

## 名称与管理
该基地之所以冠名为“酒泉”，原因如下：
- 冷战时期国际形势紧张，各国导弹卫星发射场起名时避开真实地址以保密；
- 1949年及1969年至1979年间额济纳旗曾两度由甘肃省酒泉地区管辖[註 2]；
- 该基地处在荒漠草原深处，无著名地标可以借用为名，只能以最近的城市——西南300余公里的历史名城酒泉命名。

基地长期以来的物资供应大多是由酒泉承担的，同时酒泉负责了基地生活区、军事设施、铁路和高速公路的建设。基地的教育，医疗，公安等非军事行政也均为酒泉管辖。由于地权问题和基地初建时期大批牧民为建设基地而迁徙，当地税收由阿拉善盟负责。

## 沿革
1957年秋，中央军委研究了国防部第五研究院提出的《关于建设导弹靶场和试验场的规划（草案）》，决定立即建设中国第一个导弹综合性试验靶场。1957年9月5日，根据中国人民解放军总参谋部的决定，组成了靶场筹建委员会，邱创成（炮兵政委）任主任，副主任由张廷发（空军参谋长）、陈文彪（总参谋部军械部副部长）、刘秉彦（国防部第五研究院）出任。靶场委员会成立后，依照国防部长彭德怀的指示，于1957年9月25日由总参谋部批准成立了靶场筹备处（军内称“炮兵营房工程建筑部”，并授“0029部队”代号）。随后从炮兵司令部、总参谋部军械部抽调第一军械科学试验靶场场长张贻祥、火箭炮师政委吕琳等人，开始筹备靶场。张贻祥任导弹试验靶场筹备处处长。当时导弹试验靶场筹备处的办公地点设在炮兵大院，张贻祥1957年底报到时，吕琳、申建基、杜荣民已经来报到了。1957年12月30日，根据中苏两国刚签署的《10·15新技术协定》，列·米·盖杜柯夫少将率苏联专家组到达北京，帮助中国开展导弹试验基地勘选定点工作。
1958年3月，中国人民志愿军第二十兵团的司令部、政治部机关及直属队部分人员秘密自朝鲜回中国参加导弹基地的组建。（中国人民志愿军第二十兵团所属部队21军、54军都是1958年7月后撤离朝鲜，且未参与导弹基地的组建。）1958年3月27日，中国导弹综合试验基地（靶场）在北京正式组建，部队番号为“中国人民解放军第二十兵团”，司令员孙继先，政委栗在山。1958年4月，中国人民解放军总政治部批准组成孙继先任书记、栗在山任副书记的部队党委。1958年10月20日，部队改称中国人民解放军第二十训练基地，停止使用中国人民解放军第二十兵团的番号。1959年2月18日，孙继先、栗在山分别被任命为第二十训练基地司令员、政治委员。1960年11月5日，靶场正式启用，成功发射中国首枚地地导弹“东风一号”。1962年1月，该基地划归国防部第五研究院，基地司令员孙继先调任国防部第五研究院副院长，此后8年未任命基地司令员。1964年5月，该基地自国防部第五研究院划归国防科委领导。1965年8月，中国人民解放军总政治部批准，组成栗在山为书记、李福泽为副书记的基地第二届党委。

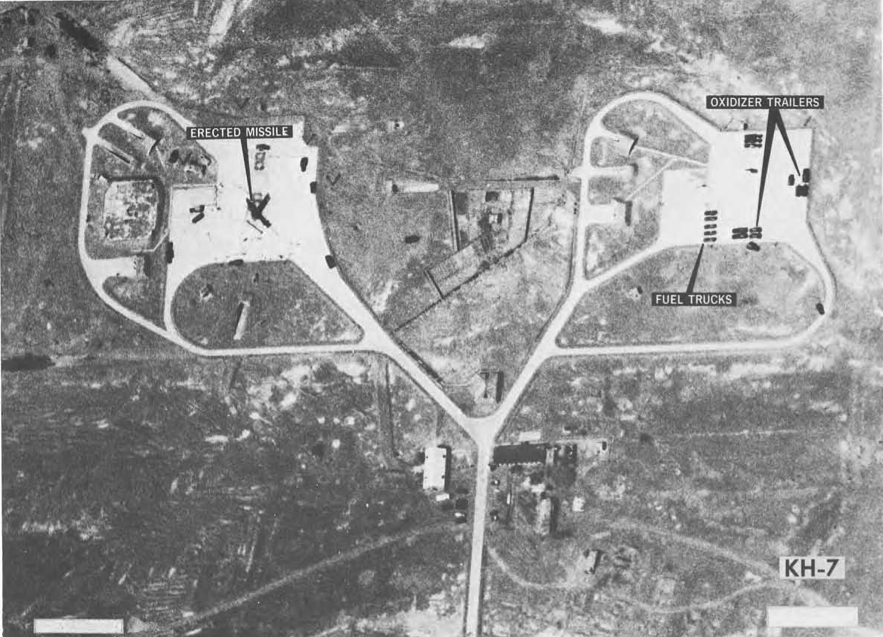
双城子导弹中心A（酒泉卫星发射中心）卫星图像，1967年由KH-7间谍卫星拍摄

文革期间，1968年该基地工兵团发生“六一〇事件”，即基地设备研究所造反派大闹基地工兵团。1974年初，批林批孔运动展开，该基地司令员李福泽被点名批判，国防科委检查组将“六一〇事件”作为揭批司令员李福泽的要害之一，该基地召开揭批李福泽大会后，各试验部、工区随之揭批李福泽干将。
1970年，第二十训练基地所属第二、第三试验部按建制全部划归兰州军区空军建制领导，业务领导关系改归军委空军。1971年1月16日，军委空军下发通知，将原国防科委第二十训练基地第二、第三试验部，分别改称空军第一训练基地和空军第二训练基地，均执行师级权限（后来演变为中国人民解放军空军试验训练基地）。
1975年9月，中央决定撤销中国导弹试验基地（中国人民解放军第二十训练基地），将第二十训练基地所属各试验部、工区都分离出来，改编为各独立的试验训练基地，例如以其第一试验部为基础，组建中国人民解放军第二十试验训练基地（即后来的中国酒泉卫星发射中心）；以其第四试验部为基础，组建中国人民解放军第二十四试验训练基地；以其第五试验部为基础，组建中国人民解放军第二十五试验训练基地（即后来的中国太原卫星发射中心）；以其第六试验部为基础，组建中国人民解放军第二十六试验训练基地（即后来的中国西安卫星测控中心）；以其第七工区为基础，组建中国人民解放军第二十七试验训练基地（即后来的中国西昌卫星发射中心）。上述各试验训练基地均执行军级权限。从1976年1月1日起，各试验训练基地均直属国防科委领导。原中国导弹试验基地（中国人民解放军第二十训练基地）的领导机关同时撤销。
1970年4月24日，成功发射中国第一颗人造卫星东方红一号。1985年10月26日，中国政府宣布，长征系列运载火箭全面投放国际市场，承揽国外用户商业发射任务。该基地正式对外称“中国酒泉卫星发射中心”。
1994年7月3日，中国酒泉卫星发射中心在酒泉卫星发射中心东南的新发射场的预定位置举行了载人航天发射场奠基仪式。1999年，发射第一艘试验飞船。
1982年7月，国防科委、国防工办、军委科装委合并组建中华人民共和国国防科学技术工业委员会（国防科工委），第二十试验训练基地（中国酒泉卫星发射中心）改归其领导。1998年4月，组建中国人民解放军总装备部，该基地改归其领导。2024年4月，中央军委撤销战略支援部队番号，酒泉卫星发射中心编入中国人民解放军军事航天部队。

## 設施

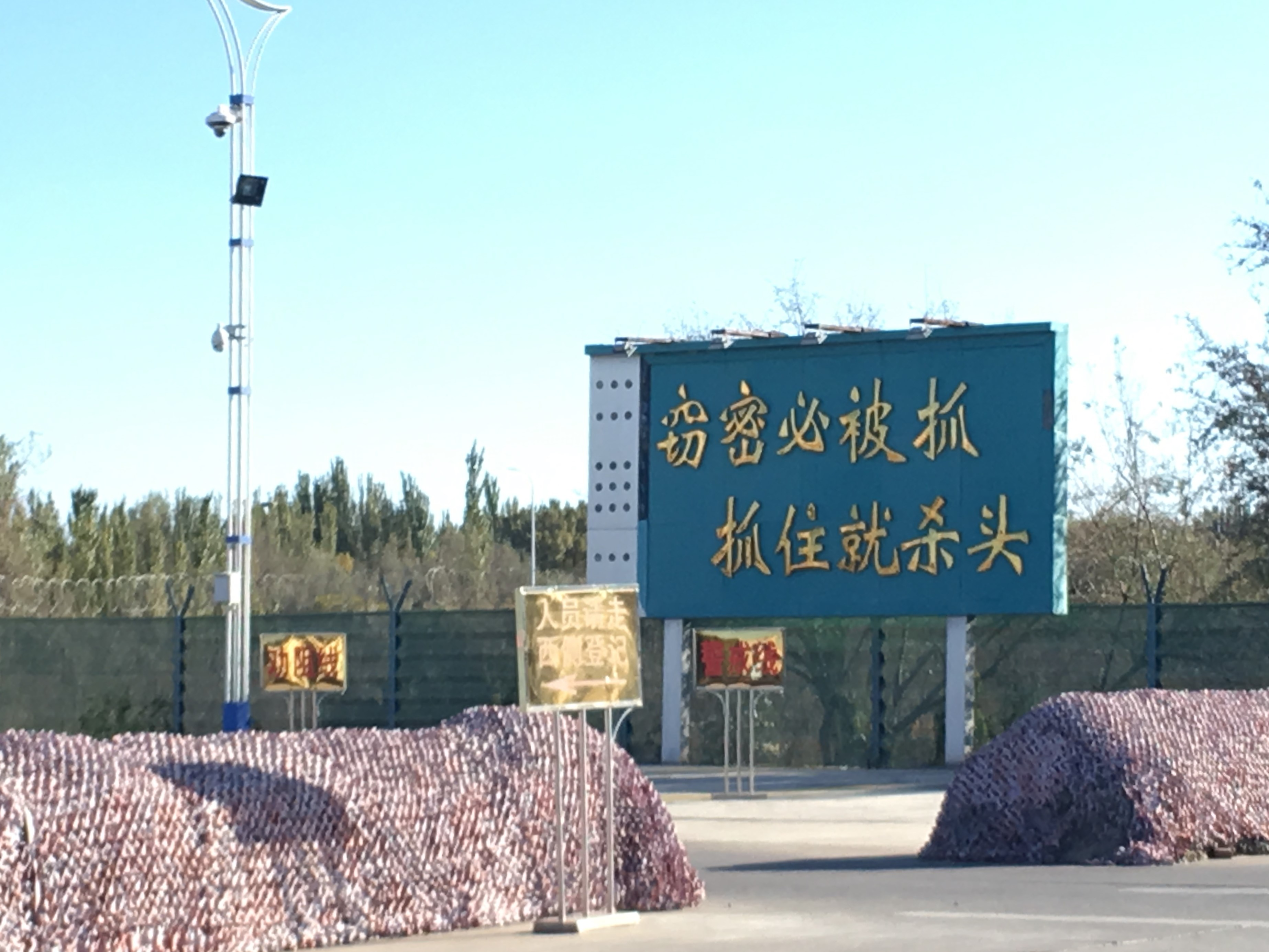
酒泉卫星发射中心内的警示牌

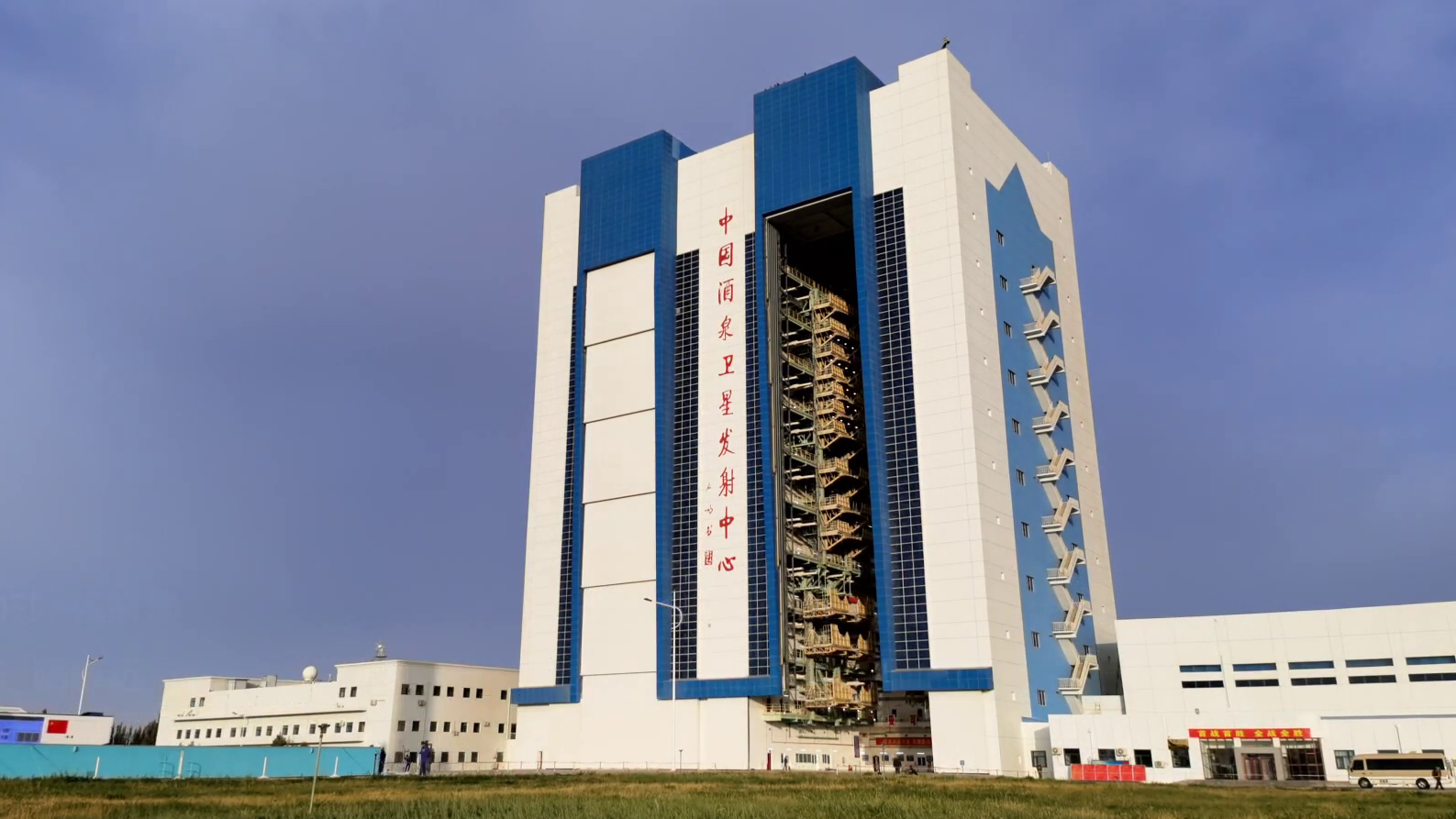
酒泉卫星发射中心内的垂直总装测试厂房

该地区属内陆及沙漠性气候，地势平坦，人烟稀少，全年少雨，白天时间长，年平均气温8.5摄氏度，相对湿度为35%-55%，每年约有300天可进行发射试验，又可充分利用西起喀什、東至廈門，距離數千公里的陸上航天測控網，加上基地已建成多年，生活設施基本齊全，技術保障、測控通信、鐵路運輸、發配電等配套設施完善，条件很适合卫星及载人航天飞行器发射。最近机场是金塔县鼎新镇鼎新机场（40°24'N 99°47'E），军用机场，航线为专线，直飞北京。
酒泉卫星发射中心设有一座垂直總裝測試廠房，高74米，上寬為8米，下寬為14米，整體重量達350多噸，可同时容纳2发运载火箭。另外还设有大型、中小型以及气象和探空火箭发射场。

### 問天閣
問天閣是酒泉卫星发射中心的航天员公寓和生活、训练的場所，這裡也是中式风格别墅区。

### 发射场区
各号阵地由北向南依次展开。
- 二号发射阵地：两个工位共用一个勤务塔，已停用。立有“中国第一卫星发射场”纪念碑。
  - 5020工位：东风三号导弹、东风四号导弹、长征一号运载火箭（曾发射中国第一颗人造地球卫星东方红一号）
  - 138工位：采牵制释放系统，东风五号导弹、东风五号甲导弹、风暴一号运载火箭、長征二號運載火箭
- 三号发射阵地：曾发射东风一号导弹、东风二号导弹、R-2导弹，已停用
- 四号发射阵地
  - 921工位（SLS-1）：长征二号F运载火箭
  - 9401工位（SLS-2）：2003年启用，长征二号丙运载火箭、长征二号丁运载火箭、长征四号乙运载火箭、长征四号丙运载火箭、长征十一号运载火箭
  - LC-120场坪：2023年启用，天龙二号运载火箭

### 东风着陆场
中国酒泉卫星发射中心設四子王旗着陆场与东风着陆场，分别担任主着陸場及副着陸場。神舟一号至十一号任务，四子王旗为主着陸場，东风着陆场为副着陸場；自神舟十二号任务开始，主着陆场调整为东风着陆场，四子王旗作为副着陆场使用，并首次开启着陆场系统常态化应急待命搜救模式。
神舟五號任务，由於在太空只飛行了一天，任务时间较短，主着陸場的天氣變化可及時準確預測，因此未曾啟用副着陸場；神舟六號任务，由于在太空飛行多天，任务时间较长，氣象難以準確預測，副着陸場啟用作後備着陸之地點。2016年「多用途飛船縮比返回艙」首次在东风着陸場着陸，这是中国第一次在载人航天工程中启用东风着陆场。2020年5月8日13时49分，新一代载人飞船试验船返回舱在东风着陆场安全着陆。
与四子王旗着陆场位于内蒙古自治区乌兰察布市境内，巴丹吉林沙漠以東相比，东风着陆场位于内蒙古阿拉善盟额济纳旗境内，巴丹吉林沙漠以西、酒泉衛星發射中心附近。东风着陆场总面积约1.3万平方公里，东南部紧邻巴丹吉林沙漠，分为东、西两个区域。西区主要以戈壁地形为主，有利于搜救车辆通行；东区地形较为复杂，主要地形特征有软戈壁、梭梭林、盐碱地、草湖等。东风着陆场具有地域辽阔、人烟稀少的特点，平坦的地势利于直升机快速搜索与降落。相比于四子王旗着陆场，东风着陆场的优势在于着陆场区东西跨度更大，为着陆点选择提供了更大的余量，更适合空间站任务随天宫空间站轨道高度变化的载人飞船返回阶段初始位置。

#### 玉门关应急备降场
玉门关应急备降场自神舟十四号任务起正式设立，配有玉门关应急备降搜救队，属东风着陆场管辖。每次神舟飞船返回东风着陆场时，该备降场的搜救队也会演练出动。

## 重要发射记录
本段时间均以东八区（UTC+8）为准

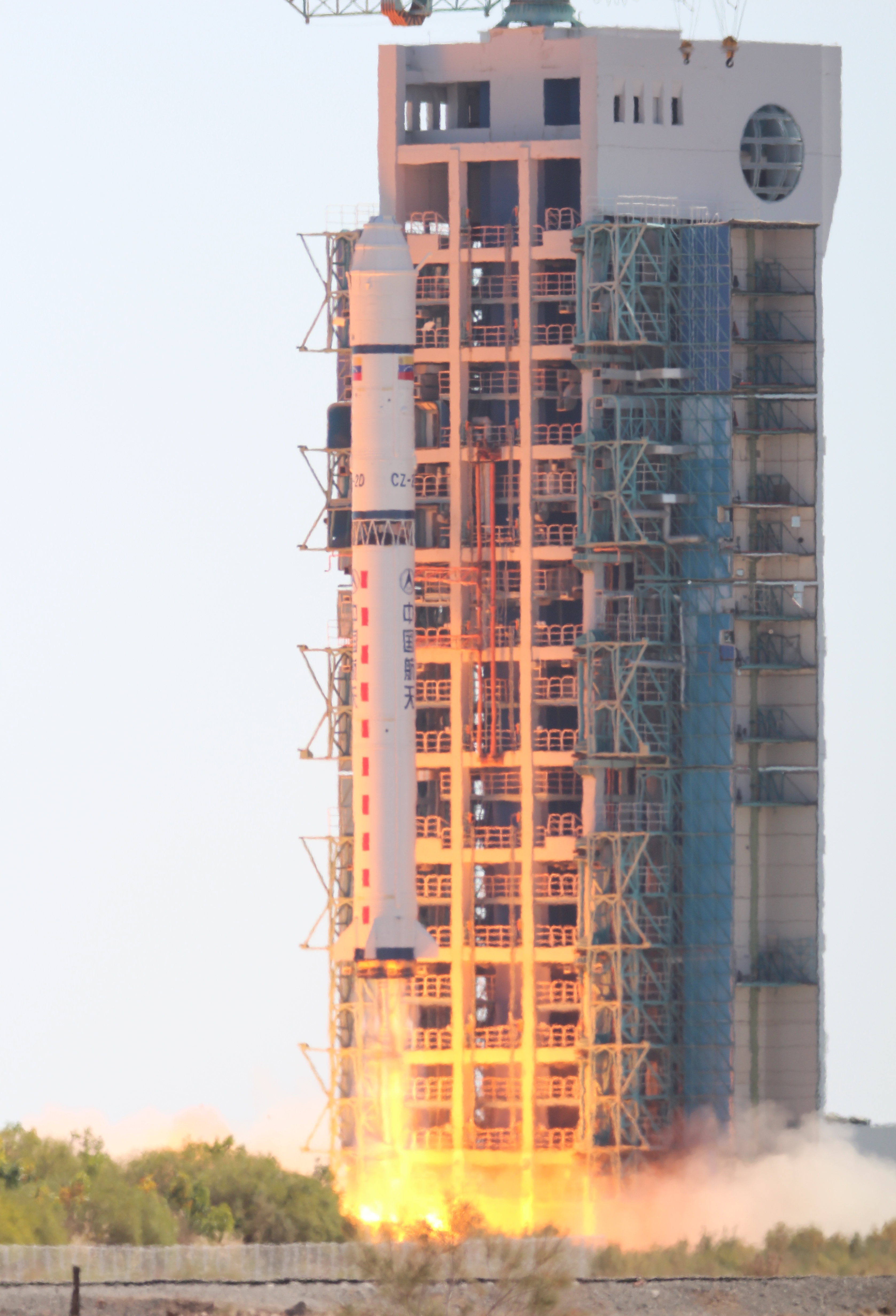
長征二號丁於94號發射陣地升空

- 1960年11月5日，中华人民共和国第一枚地對地导弹在这里成功地发射。
- 1966年10月27日，中华人民共和国第一次导弹核武器试验在这里试验成功。
- 1970年4月24日，中华人民共和国第一颗人造卫星东方红一号用长征一号运载火箭在这里发射成功。
- 1975年11月26日，中华人民共和国第一颗返回式衛星在这里发射成功。
- 1980年5月18日，中华人民共和国第一枚远程运载火箭在这里发射成功。
- 1987年8月5日，为法国马特拉公司提供了发射搭载服务，使中华人民共和国的航天技术从此开始进入世界商业市场。
- 1999年11月20日，神舟一号试验飞船从这里发射升空，拉开了中国载人航天计划的幕布。
- 2003年10月15日9时00分03秒，中华人民共和国首次发射的载人航天飞行器神舟五号用长征二号F型运载火箭发射升空。
- 2005年10月12日9时00分03秒，神舟六号在中国酒泉卫星发射中心成功发射。
- 2008年9月25日21时10分04秒，神舟七号在中国酒泉卫星发射中心发射升空。
- 2011年9月29日21时16分03秒，天宮一號在中国酒泉卫星发射中心发射升空。
- 2012年6月16日18时37分24秒，神舟九号在中国酒泉卫星发射中心发射升空。
- 2012年12月19日0時13分，用長征二號丁運載火箭，成功發射土耳其格克图尔克2号地球觀測衛星。这是「長征二號丁」火箭首次進入國際發射市場，也是中华人民共和国運載火箭首次發射土耳其衛星。
- 2013年6月11日17时38分02秒，神舟十号在中国酒泉卫星发射中心发射升空。
- 2016年9月15日22時04分12秒，天宮二號太空實驗室在酒泉衛星發射中心成功發射升空。
- 2016年10月17日7時30分31秒，神舟十一号在中国酒泉卫星发射中心发射升空。
- 2021年6月17日09时22分31秒，神舟十二号在中国酒泉卫星发射中心发射升空。
- 2021年10月16日00时23分56秒，神舟十三号在中国酒泉卫星发射中心发射升空。
- 2022年6月5日10时44分10秒，神舟十四号在中国酒泉卫星发射中心发射升空。
- 2022年11月29日23时08分17秒，神舟十五号在中国酒泉卫星发射中心发射升空。
- 2023年5月30日09时31分13秒，神舟十六号在中国酒泉卫星发射中心发射升空。
- 2023年10月26日11时14分02秒，神舟十七号在中国酒泉卫星发射中心发射升空。
- 2024年4月25日20时59分00秒，神舟十八号在中国酒泉卫星发射中心发射升空。
- 2024年10月30日04时27分34秒，神舟十九号在中国酒泉卫星发射中心发射升空。
- 2025年4月24日17时17分31秒，神舟二十号在中国酒泉卫星发射中心发射升空。

## 历任负责人
第二十试验训练基地司令员（中国酒泉卫星发射中心主任）
第二十试验训练基地司令员对外又称中国酒泉卫星发射中心主任。
1. 孙继先中将（1959年2月18日—1962年5月，第二十训练基地党委书记兼司令员）[26]
2. 李福泽少将（1962年11月—1970年4月，代理第二十训练基地司令员）[26][27]
李福泽（1970年4月—1974年3月被隔离审查，国防科委副主任兼第二十训练基地司令员）[26][27][28]
3. 张贻祥（1975年5月—1975年，第二十训练基地司令员）[29]
4. 徐明（1975年10月—1983年，党委书记兼司令员）[29][30]
5. 张孝德少将（1983年—1989年，党委书记兼司令员）[26]
6. 李元正少将（1989年6月—1992年11月）[26][31]
7. 李凤洲少将（1992年—1998年8月）[32]
8. 刘明山少将（1998年—2002年）[33][34][35][36]
9. 张建启少将（2002年—2004年）[26][37][38]
10. 张育林少将（2004年—2008年）[39]
11. 崔吉俊少将（2008年—2013年）[26]
12. 尚宏少将（2013年12月—2016年）[40]
13. 张志芬少将（2016年—?年）[41]
14. 邹利鹏少将（?年—）

第二十试验训练基地政治委员（中国酒泉卫星发射中心党委书记）
1990年代起，第二十试验训练基地政治委员通常兼任中国酒泉卫星发射中心党委书记。
1. 栗在山少将（1959年2月18日—1970年4月，第二十训练基地政治委员，1962年6月起任党委书记兼政委）[42]
2. 曾凡有（1970年4月—1975年，第二十训练基地政治委员）[43]
3. 刘绍先（1975年10月—1985年7月）[44]
4. 王占华少将（1985年7月—1990年6月）[14]
5. 王传友少将（1990年7月—1994年12月，党委书记兼政委）[14]
6. 汪德源少将（1995年—2000年，党委书记兼政委）[45][46]
7. 鲁思诚少将（2000年—2004年，党委书记兼政委）[2][47][48]
8. 刘克仁少将（2004年—2008年，党委书记兼政委）[49]
9. 侯贺华少将（2009年1月—2011年7月，党委书记兼政委）[49]
10. 王兆宇少将（2011年7月—2014年12月，党委书记兼政委）[49]
11. 夏晓鹏少将（2014年12月—2018年1月，党委书记兼政委）[50][51]
12. 纪多少将（2018年1月—2021年1月，党委书记兼政委）[52]
13. 姜汉民少将（2021年1月—，党委书记兼政委）